# Cytherella areolata
Cytherella areolata är en kräftdjursart. Cytherella areolata ingår i släktet Cytherella och familjen Cytherellidae. Inga underarter finns listade i Catalogue of Life.